# 이미지톡
이미지톡(IMAGETALK)은 대한민국의 그래픽디자인과 영상 및 사진 촬영 서비스를 제공하는 기업이다.
오픈마켓과 소셜마켓에서 사용되는 콘텐츠는 단순 2D 이미지 파일에서 3D와 영상 콘텐츠로 변화되고 있다. 이미지톡에서는 온라인 마케팅을 위한 국내외 디지털 콘텐츠를 제작하고 있다. 이미지톡에서 제공하는 온라인 마케팅을 위한 디지털 콘텐츠의 종류에는 그래픽디자인, 사진, 영상, 3D-VR, 드론촬영 등이 포함되어 있다. 인터넷의 배급 및 활용도의 증가에 따라 콘텐츠 마케팅의 중요성은 지속적으로 증가하고 있는 추세이다.
콘텐츠 마케팅은 온라인으로 대상 고객을 대상으로 콘텐츠를 만들고 게시하고 배포하는 데 중점을 둔 마케팅의 한 형태이다.  기업에서는 고객의 관심을 끌어 해당 제품을 선점하고, 고객 기반을 확장하여, 온라인 판매를 시작 또는 증가시킴으로써, 브랜드 인지도와 신뢰도를 높이고, 사용자의 온라인 상점에서 판매율 대한 목표를 달성하기 위해 사용한다. 콘텐츠 마케팅은 기업이 지속 가능한 브랜드 충성도를 창출하고 소비자에게 귀중한 정보를 제공하며 향후 해당 기업의 제품을 구매력을 높이도록 돕는다.
콘텐츠 마케팅은 고객의 요구 사항을 파악하는 것으로 시작된다. 그런 다음 뉴스, 비디오, 백서 , 전자 책 , 인포 그래픽 , 이메일 뉴스 레터, 사례 연구, 팟 캐스트 , 방법 가이드, 질문 및 답변 기사, 사진, 블로그 등 다양한 정보의 형태로 고객에게 제공 될 수 있다. 콘텐츠 마케팅의 성공을 위해서는 전략 내에서 많은 양의 콘텐츠를 지속적으로 제공해야 한다고 이미지톡 창립자인 최윤영 대표와 관련서적에서 말하고 있다.

## 이미지톡 요약

### 연혁
- 2013년 12월 3일 이미지톡이 설립되었다.
- 2013년 12월 3일 상세페이지 디자인 서비스 운영.
- 2013년 12월 3일 제품 사진 촬영 서비스 운영.
- 2014년 6월 1일 편집 디자인 서비스 운영.
- 2014년 6월 1일 패키지 디자인 서비스 운영.
- 2014년 6월 1일 캐릭터 디자인 서비스 운영.
- 2014년 6월 1일 CI 디자인 서비스 운영.
- 2014년 6월 1일 모델 촬영 서비스 운영.
- 2014년 6월 1일 컨셉 촬영 서비스 운영.
- 2014년 6월 1일 스튜디오 촬영 서비스 운영.
- 2015년 1월 1일 광고 사진 촬영 서비스 운영.
- 2015년 1월 1일 모션그래픽 영상 서비스 운영.
- 2015년 1월 1일 실험 영상 촬영 서비스 운영.
- 2017년 1월 1일 3D 모델링 서비스 운영.
- 2018년 1월 1일 바이럴 영상 서비스 운영.
- 2018년 1월 1일 홍보 영상 서비스 운영.
- 2019년 1월 1일 드론 영상 서비스 운영.
- 2019년 8월 1일 초고화질 360도 VR 제품 촬영 서비스 운영.
- 2020년 1월 1일 광고 영상 서비스 운영.
- 2021년 6월 12일 한화비즈메트로 2차 B동 812호에서 디자인 사무실을 운영 중.
- 2021년 6월 12일 한화비즈메트로 2차 B동 811호에서 렌탈 스튜디오를 운영 중.

### 부서
- 디자인팀
- 미디어 촬영팀
- 영상 제작팀
- 관리팀

### 주요업무
- 오픈마켓 상세페이지 및 이미지대행, 쇼핑몰상세페이지 제작.
- 제품사진촬영, 모델촬영, 스튜디오촬영, 누끼촬영.
- 시각디자인, 제품디자인, 제품패키지디자인.
- 홍보영상, 실험영상 제작, 드론영상 촬영.
- 오픈마켓 광고 및 온라인 마케팅 전략수립.
- 온라인 및 오프라인 광고대행.
- 렌탈 스튜디오.

### 인재상
- 디자인 업무를 즐기며 좋아하는 분.
- 스킬은 부족하더라도 색채감이 좋은 분.
- 밝고 즐거운 삶을 살고있는 분.
- 끝없이 도전을 즐기는 분.
- 성과를 내기위해 노력하는 분.
- 상호협력의 자세를 가진 분.

## 이미지톡의 디지털 콘텐츠 마케팅 방법

### 공급망과 사용자 경험의 조합
- 디지털 콘텐츠 마케팅의 공급망은 주로 콘텐츠 제공업체와 유통업체 및 고객을 별도로 대표하는 상용 이해관계자 및 최종사용자 이해관계자로 구성된다. 이 과정에서 유통업체는 퍼블리셔와 소비자 간의 인터페이스를 관리한 다음, 유통업체는 외부 채널을 통해 소비자가 필요로 하는 콘텐츠를 식별하고 마케팅 전략을 구현할 수 있다. 예를 들어, 중개자로서 도서관 및 문서 공급기관은 전자책의 디지털 콘텐츠를 제공할 수 있으며 온라인 채널을 통해 검색 결과에 따라 디지털 자료를 사용자에게 제공할 수 있다. 또 다른 예는 소비자가 일부 MP3 다운로드의 취득비용을 지불할 때 검색 엔진을 사용하여 다른 음악 제공업체를 식별할 수 있으며, 스마트 에이전트를 사용하여 소비자가 여러 음악공급자 사이트를 검색할 수 있다. 한마디로 디지털 콘텐츠 마케팅 프로세스는 소비자가 디지털 콘텐츠에 액세스할 때 웹 사이트 및 동영상과 같은 콘텐츠 마케팅 채널의 복잡한 관계 네트워크에 따라 달라지므로 비즈니스 수준 및 서비스 경험 수준에서 수행해야 한다. 소비자는 소비자의 요구사항을 충족하는 데 중요한 역할을하는 다양한 제품을 통해 대형 공급망의 유통업체와 직접 상호 작용한다. 이러한 채널의 디자인과 사용자 경험은 디지털 콘텐츠 마케팅의 성공을 직접 결정한다.

### 온라인 서비스를 통한 소비자와의 상호작용
- 온라인 서비스는 대화형 네트워크 서비스를 참조한다. 온라인 서비스에서는 통신을 위해 전자메일, 전화, 온라인 채팅창을 사용하는 것과 같은 네트워크 기술을 중심으로 고객과 조직간의 상호작용을 한다. 온라인 서비스는 기존 서비스와 다르며 거리제한 및 영업시간의 영향을 받지 않는다. 온라인 서비스를 통한 디지털 콘텐츠 마케팅은 일반적으로 대면, 우편 및 기타 원격 서비스를 포함한 마케팅 목적을 달성하기 위해 다른 채널과 함께 제공된다. 정보회사는 다른 사이트에서 여러 검색엔진을 사용하고 비즈니스 그룹에 대한 액세스 권한을 설정하는 고객에게 서로 다른 메시지와 문서를 제공한다. 이것은 디지털 콘텐츠 마케팅의 일부이다.